# گغاماوان
گغاماوان (به ارمنی: Գեղամավան) یک شهر در ارمنستان است که در استان گغارکونیک واقع شده‌است.  در  کیلومتری شمال گاوار، مرکز استان گغارکونیک واقع شده است.

## خصوصیات
گغاماوان ۲۹٫۴۸ کیلومترمربع مساحت و ۱٬۷۳۵ نفر جمعیت دارد و ۱٬۸۴۲ متر بالاتر از سطح دریا واقع شده‌است.  در  کیلومتری شمال گاوار، مرکز استان گغارکونیک واقع شده است.